# 萨拉马岛

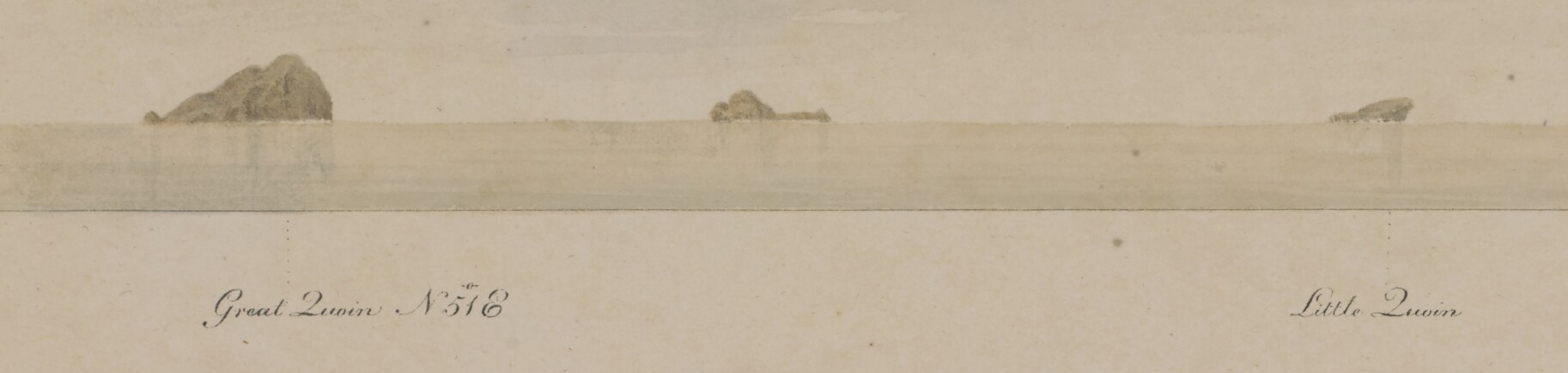
1825年绘制的萨拉马群岛，其中萨拉马岛在最左边，下用英语标注“Great Quoin”

萨拉马岛（阿拉伯语：‎, 或者‎，也译为赛莱麦岛，英语中也称为奎因岛或大奎因岛，即、，也译为角落岛、阔因岛等）是位于波斯湾霍尔木兹海峡上的一座小岛，属阿曼穆桑代姆省管辖，也是萨拉马群岛的三座岛屿中最大的一座。该岛是阿曼的最北端领土，也是传统上船只进出波斯湾的航路点。离该岛最近的岛屿是伊朗的拉腊克岛，仅约39公里。
全岛大致为一个三角状，长约770米，宽约530米，面积约22公顷。海拔164米。